# Honětice
Honětice (in tedesco Honietitz) è un comune della Repubblica Ceca facente parte del distretto di Kroměříž, nella regione di Zlín.